# Alcossebre
Alcossebre és un nucli de població costaner situat dins del terme municipal d'Alcalà de Xivert (Baix Maestrat, País Valencià), el qual consta de dos nuclis tradicionals, Alcossebre i Capicorb; i de diverses urbanitzacions, entre les quals destaquen les Fonts i el Pinar.

## Geografia
En el litoral s'estenen les grans platges de la Romana, el Moro, les Fonts, el Carregador, Tres Platges i Manyetes; en l'àrea de Ribamar està la platja de Ribamar i cales com cala Mundina i cala Blanca. Hi ha un port esportiu en el nucli de les Fonts on els ullals brollen enmig de la platja. Al nord de la població s'estén el Parc Natural de la Serra d'Irta.
Prop de la població, en un cim que domina l'extrem sud de la Serra d'Irta, hi ha l'Ermita de sant Benet i santa Llúcia.

## Història
En la rodalia hi ha nombrosos jaciments arqueològics com el del Tossalet. El 1260, després de la conquesta cristiana, els Templers van atorgar la Carta Pobla al nucli per afavorir el seu poblament. La mesura no tingué èxit, de manera que van atorgar una segona Carta Pobla l'any 1320, per la qual la població es lligava a la jurisdicció del Castell de Xivert. La incorporació al municipi d'Alcalà de Xivert va tenir lloc l'any 1583. La proximitat de la mar va facilitar els atacs de pirates berberescs durant el segle xvi i el segle xvii: per evitar-los es van bastir algunes torres de guaita com la torre d'Ebri (molt deteriorada) i la torre de Cap i Corb (en molt bon estat).

## Economia
L'economia s'ha basat en l'activitat agrària i la pesca dels rics caladors del Fang (davant la costa del Prat de Cabanes-Torreblanca). Actualment, l'activitat pesquera comercial ha desaparegut i el turisme és el motor econòmic de la població. Prop de la carretera que uneix el nucli amb Alcalà hi ha un baixador del ferrocarril de València a Barcelona, que va ser clausurat durant els anys 90.

## Galeria

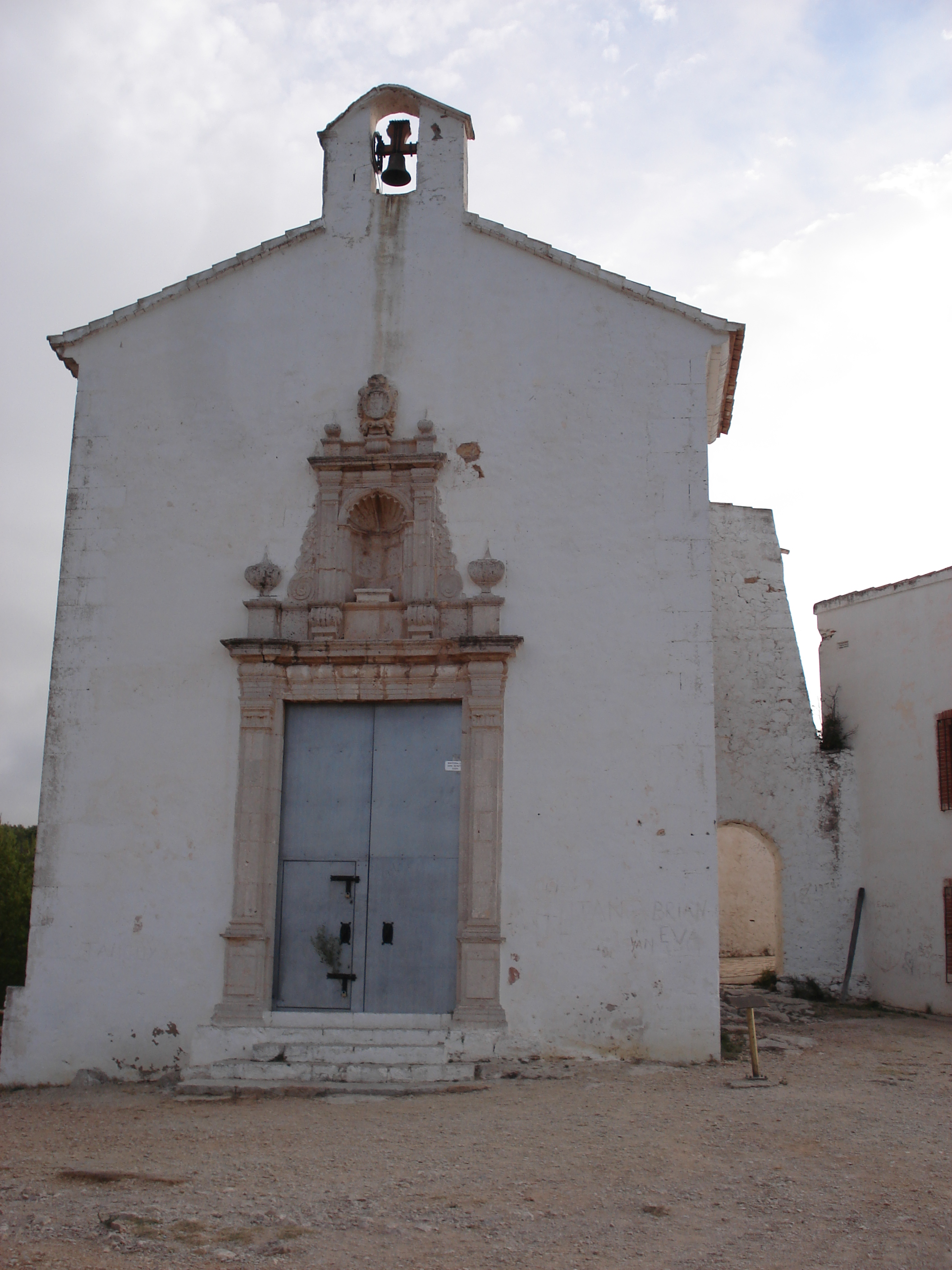
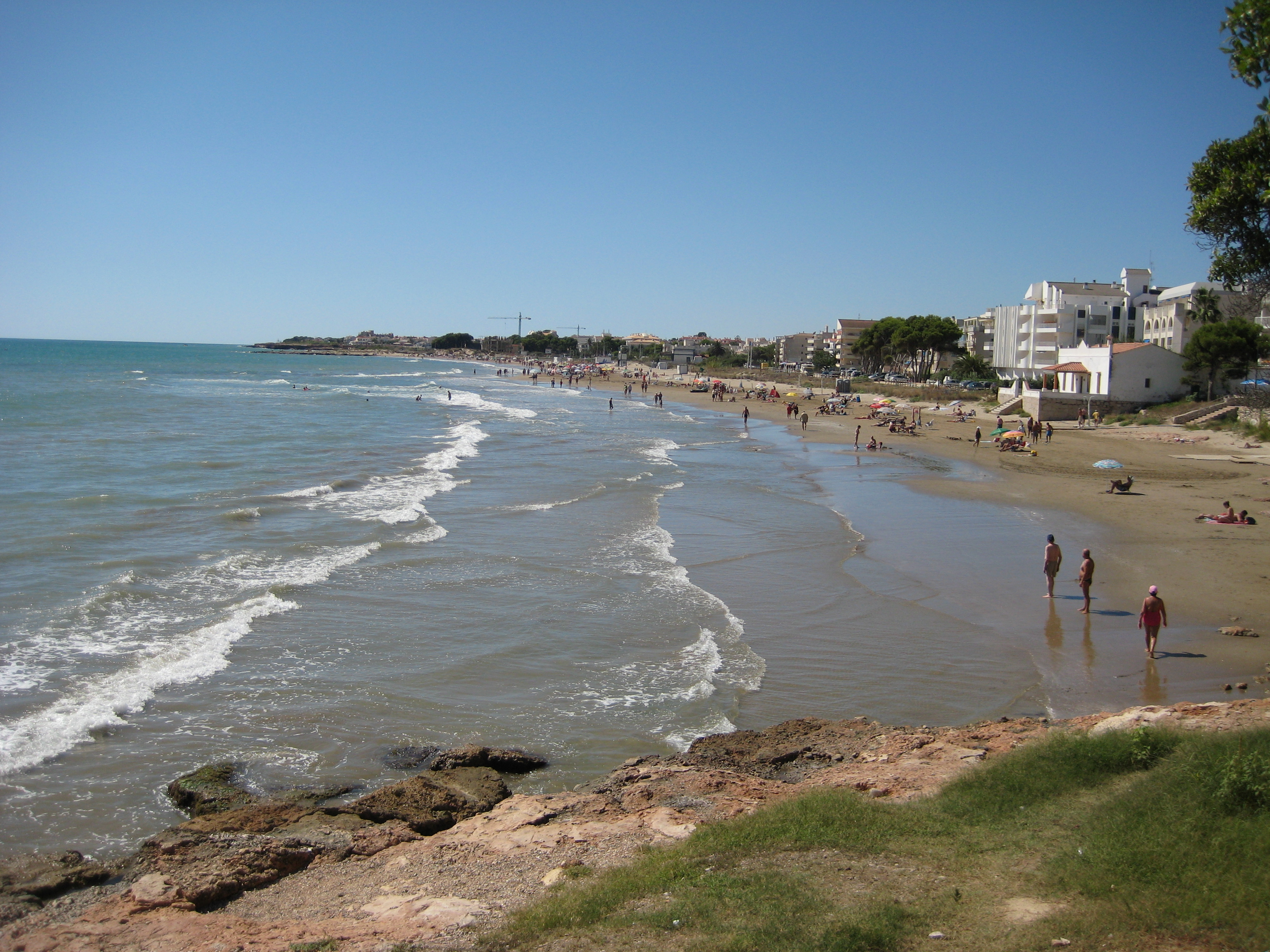
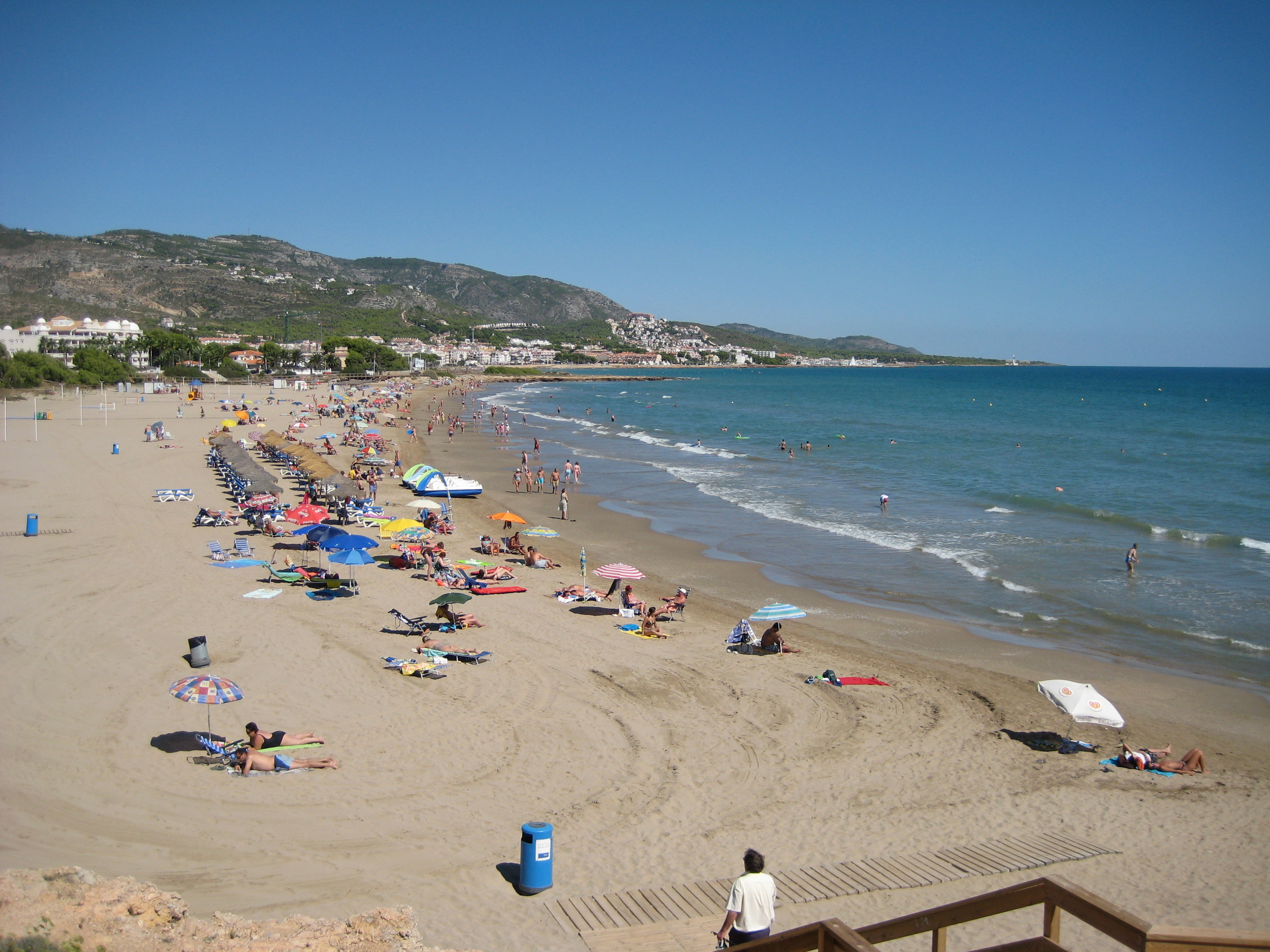
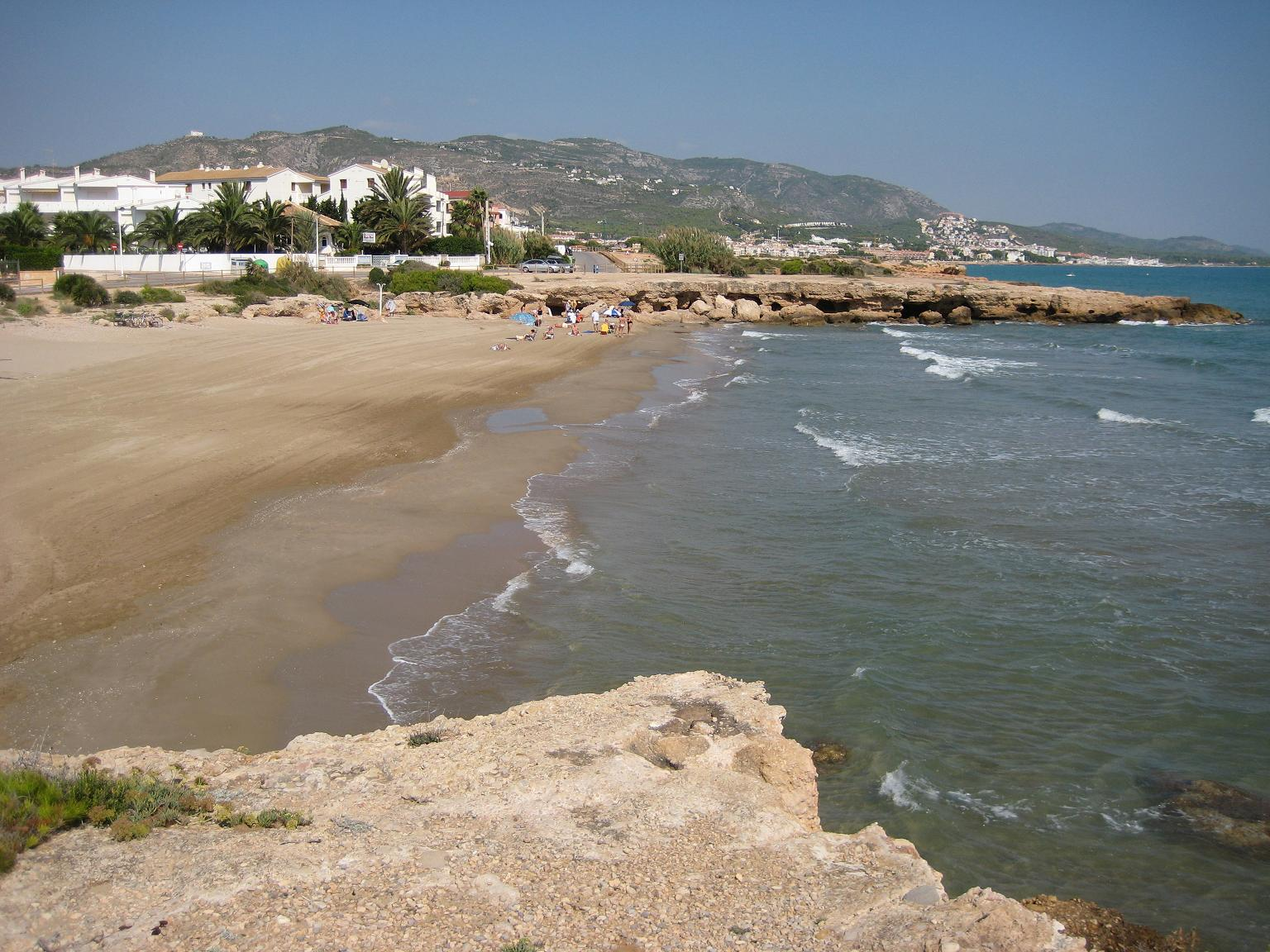
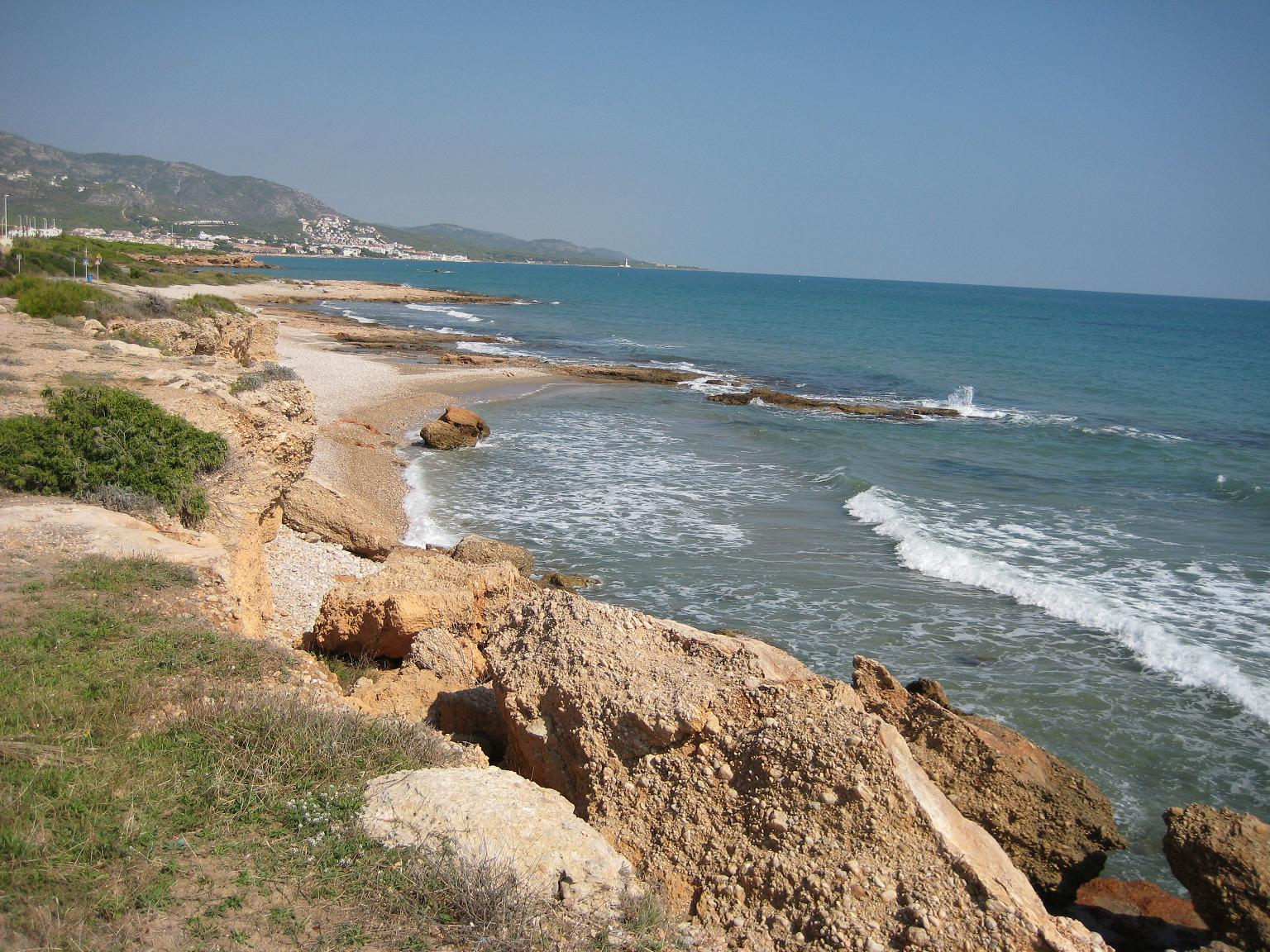
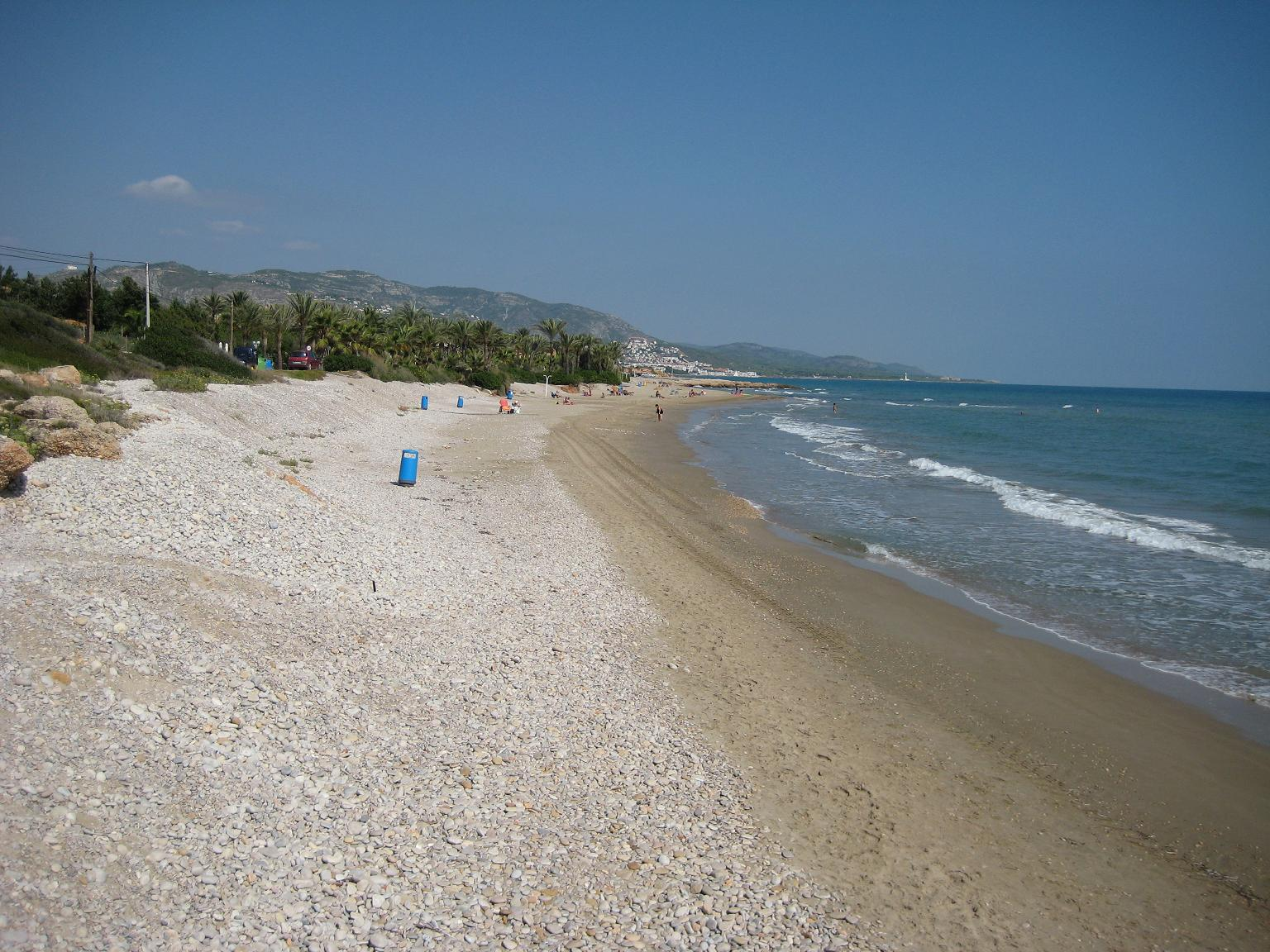
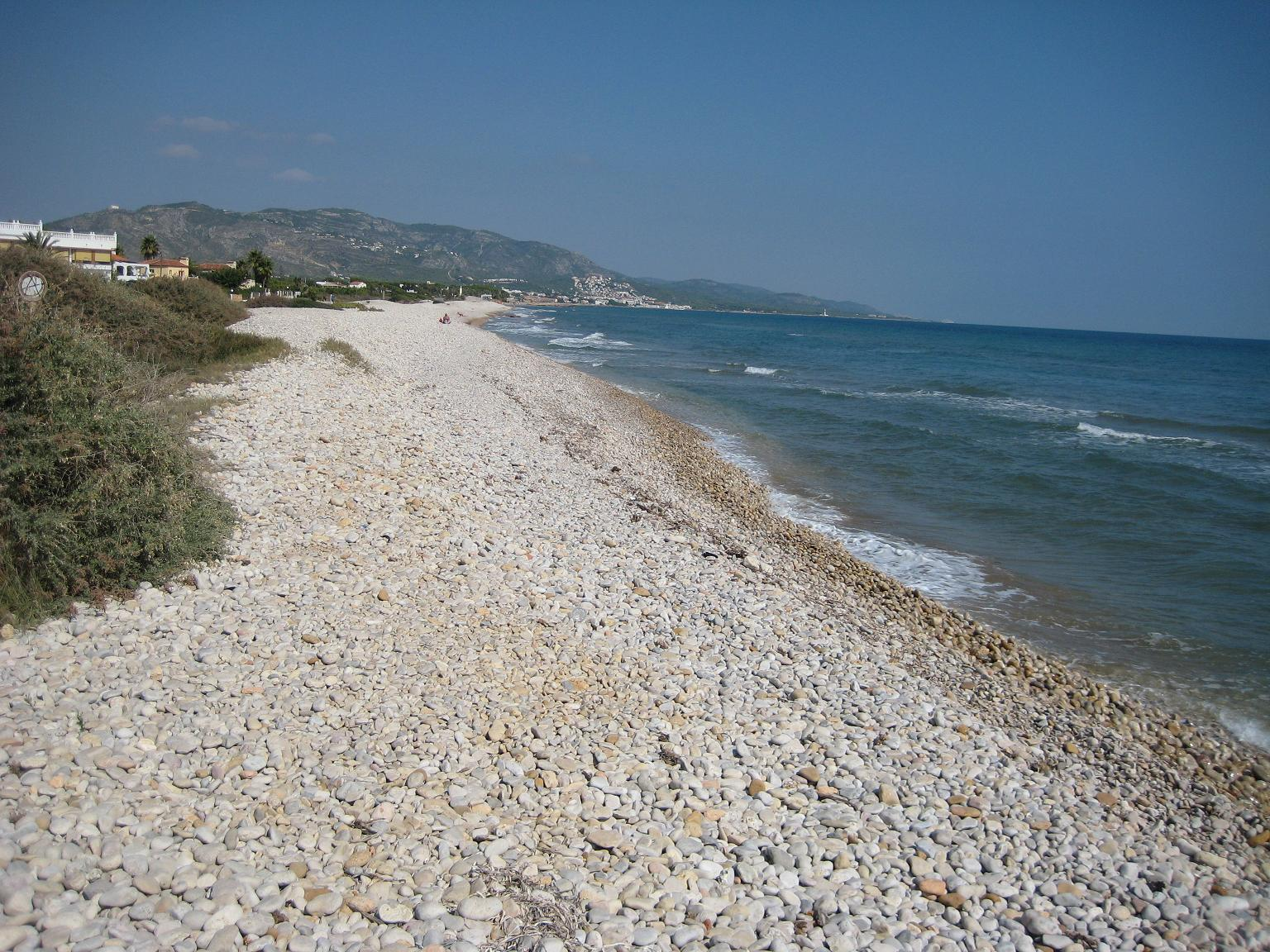
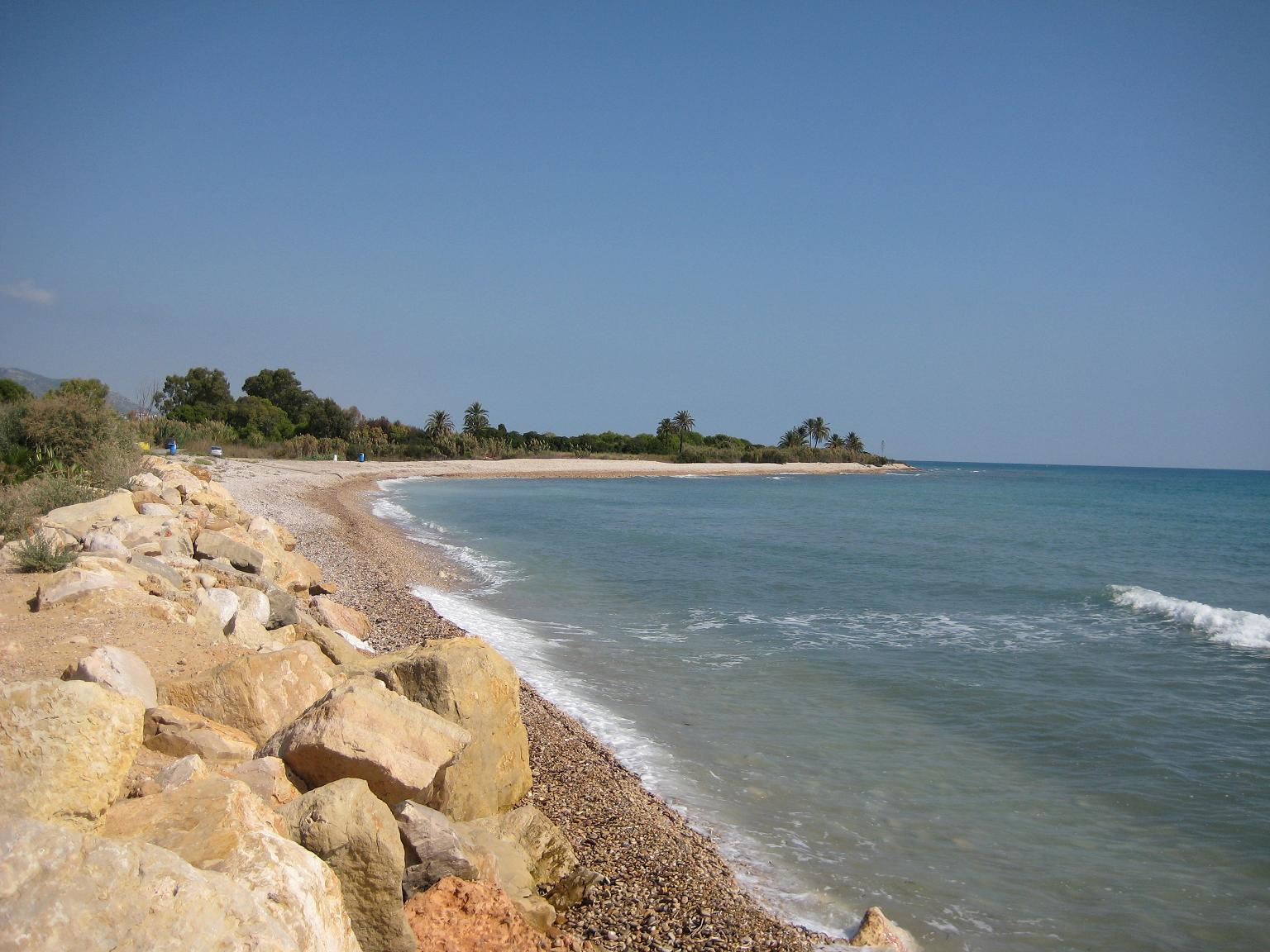

- Ermita de sant Benet i santa Llúcia
- Platja Carregador
- Platja Romana
- Platja del Moro
- Tres Platges
- Platja de Manyetes
- Platja del Serradal
- Platja de Capicorb